# Yukarısayık, Dörtdivan
Yukarısayık là một xã thuộc huyện Dörtdivan, tỉnh Bolu, Thổ Nhĩ Kỳ. Dân số thời điểm năm 2010 là 94 người.